# Lainate
Lainate es una ciudad de Italia (de la provincia de Milán, Lombardía). Limita con Arese, Caronno Pertusella, Origgio, Garbagnate Milanese, Nerviano, Rho y Pogliano Milanese.
Tiene 24.146 habitantes (censo de 2004) y su alcalde es Mario Bussini. 

## Población
Los datos son referidos al 31-12-2007
|                                                  | 2006   | 2007   |
| ------------------------------------------------ | ------ | ------ |
| Población (todos los residentes)                 | 24.468 | 24.813 |
| - hombres                                        | 12.093 | 12.271 |
| - mujeres                                        | 12.375 | 12.542 |
| Italianos                                        | 23.702 | 23.978 |
| Extranjeros:                                     | 766    | 835    |
| - ciudadanos de otros Países de la Unión Europea | 236    | 290    |
| - extranjeros extracomunitarios                  | 530    | 545    |

## Evolución demográfica
| Gráfica de evolución demográfica de Lainate entre 1861 y 2001 |
|                                                               |
| Fuente ISTAT - elaboración gráfica de Wikipedia               |

### Lugarés de interés
El lugar más importante es Villa Litta con su parque y su ninfeo. Esta villa es una de la más bellas de la provincia de Milán.